# The Best (альбом Джастіна Бібера)
The Best (укр. Найкраще) — перша збірка хітів канадського співака Джастіна Бібера. Вийшов ексклюзивно в Японії 27 лютого 2019 на лейблах Def Jam Recordings та School Boy Records до десятиріччя від початку роботи Бібера у музичній індустрії. У збірку увійшла більшість синглів Бібера з його студійних альбомів My World 2.0 (2010), Believe (2012), та Purpose (2015), а також з інших його релізів My World (2009), My Worlds Acoustic (2010), Never Say Never: The Remixes (2011), та Journals (2013). Компіляція також включає три сингли, в які були нещодавно записані за участі Бібера «Despacito (Ремікс)» (2017), «Friends» (2017), та «No Brainer» (2018). Збірка не містить нових пісень або будь-якого матеріалу з різдвяного альбому Бібера 2011 року Under the Mistletoe.

## Треклист
| The Best – Стандартне видання | The Best – Стандартне видання                                                  | The Best – Стандартне видання | The Best – Стандартне видання |
| #                             | Назва                                                                          | Оригінальний альбом(и)        | Тривалість                    |
| ----------------------------- | ------------------------------------------------------------------------------ | ----------------------------- | ----------------------------- |
| 1.                            | «What Do You Mean?»                                                            | Purpose                       | 3:25                          |
| 2.                            | «Sorry»                                                                        | Purpose                       | 3:20                          |
| 3.                            | «Despacito (Ремікс)» (Луїс Фонсі та Дедді Янкі за участі Джастіна Бібера)      | Vida                          | 3:48                          |
| 4.                            | «One Time»                                                                     | My World                      | 3:35                          |
| 5.                            | «One Less Lonely Girl»                                                         | My World                      | 3:49                          |
| 6.                            | «Baby» (за участі Ludacris)                                                    | My World 2.0                  | 3:34                          |
| 7.                            | «Never Say Never» (за участі Джейдена Сміта)                                   | Never Say Never: The Remixes  | 3:47                          |
| 8.                            | «Somebody to Love (Ремікс)» (за участі Ашер)                                   | Never Say Never: The Remixes  | 3:40                          |
| 9.                            | «Pray»                                                                         | My Worlds Acoustic            | 3:32                          |
| 10.                           | «Boyfriend»                                                                    | Believe                       | 2:51                          |
| 11.                           | «As Long as You Love Me» (за участі Big Sean)                                  | Believe                       | 3:49                          |
| 12.                           | «Beauty and a Beat» (за участі Нікі Мінаж)                                     | Believe                       | 3:48                          |
| 13.                           | «Right Here» (за участі Дрейка)                                                | Believe                       | 3:24                          |
| 14.                           | «All Around the World» (за участі Ludacris)                                    | Believe                       | 4:04                          |
| 15.                           | «Confident» (за участі Chance the Rapper)                                      | Journals                      | 4:07                          |
| 16.                           | «All That Matters»                                                             | Journals                      | 3:08                          |
| 17.                           | «Heartbreaker»                                                                 | Journals                      | 4:21                          |
| 18.                           | «I'll Show You»                                                                | Purpose                       | 3:19                          |
| 19.                           | «Love Yourself»                                                                | Purpose                       | 3:53                          |
| 20.                           | «Company»                                                                      | Purpose                       | 3:28                          |
| 21.                           | «Friends» (із BloodPop)                                                        |                               | 3:09                          |
| 22.                           | «No Brainer» (DJ Khaled за участі Джастіна Бібера, Chance the Rapper та Quavo) | Father of Asahd               | 4:20                          |
| 80:31                         |                                                                                |                               |                               |

| The Best – Делюксове видання — DVD | The Best – Делюксове видання — DVD                                | The Best – Делюксове видання — DVD | The Best – Делюксове видання — DVD |
| #                                  | Назва                                                             | Режисер(и) музичного відео         | Тривалість                         |
| ---------------------------------- | ----------------------------------------------------------------- | ---------------------------------- | ---------------------------------- |
| 1.                                 | «One Time» (Музичне відео)                                        | Вашті Кола                         | 4:03                               |
| 2.                                 | «Baby» (Музичне відео)                                            | Рей Кей                            | 3:45                               |
| 3.                                 | «Never Say Never» (Музичне відео)                                 | Honey                              | 3:50                               |
| 4.                                 | «Pray» (Музичне відео)                                            | Альфредо Флорес Скутер Браун [en]  | 3:33                               |
| 5.                                 | «All I Want for Christmas Is You (SuperFestive!)» (Музичне відео) | Санаа Гамрі [en]                   | 4:14                               |
| 6.                                 | «Boyfriend» (Музичне відео)                                       | Director X [en]                    | 3:31                               |
| 7.                                 | «Beauty and a Beat» (Музичне відео)                               | Джон М. Чу [en] Джастін Бібер      | 4:53                               |
| 8.                                 | «All That Matters» (Музичне відео)                                | Колін Тіллі [en]                   | 3:41                               |
| 9.                                 | «What Do You Mean?» (Музичне відео)                               | Бред Фурман [en]                   | 4:58                               |
| 10.                                | «Company» (Музичне відео)                                         | Рорі Крамер                        | 3:28                               |
| 39:56                              |                                                                   |                                    |                                    |

## Чарти
| Чарт (2019)                       | Найвища позиція |
| --------------------------------- | --------------- |
| Японія (Japanese Albums) (Oricon) | 20              |